# شهرک ممکو
شهرک بعثت (شهرک ممکو) ، شهرکی ساخته شده توسط شرکت ملی صنایع پتروشیمی ایران ، از توابع بندر ماهشهر در بخش مرکزی شهرستان بندر ماهشهر در استان خوزستان ایران است. شهرک بعثت در جوار شهر شهید چمران (جراحی) قرار دارد و براساس سرشماری مرکز آمار ایران در سال ۱۳۸۵، جمعیت آن ۹٬۴۶۷ نفر (۲٬۵۵۲خانوار) بوده‌است
شهرک بعثت واقع در جوار شهر شهید چمران و ۲۰ کیلومتری مرکز شهرستان بندر ماهشهر ، شهرکی شرکتی‌نشین است که ساکنان آن را شاغلان در صنایع پتروشیمی ، نفت ، گاز و خانواده آنها تشکیل می‌دهند.
این شهرک که توسط شرکت عملیات غیرصنعتی و خدمات صنایع پتروشیمی ماهشهر اداره می‌شود دارای بیش از ۱۰ هزار نفر جمعیت و از بخش‌های بعثت جدید، بعثت قدیم، مجموعه خلیج فارس «هزار واحدی» و قائم تشکیل شده است.
شهرک بعثت به لحاظ بافت، فضای سبز و زیبایی از مناطق منحصر به فرد در منطقه بندر ماهشهر و جنوب استان خوزستان به شمار می‌رود .
```
شهرک بعثت ، محل زندگی کارمندان شرکت های پتروشیمی منطقه ماهشهر و دیگر شرکت های صنعت نفت ، پتروشیمی و گاز منطقه ماهشهر می باشد .
```

## تاریخچه شهرک
کار احداث شهرک از سال ۱۳۵۰ درپی قرارداد پتروشیمی ایران-ژاپن (پتروشیمی بندرامام) و برای اسکان کارمندان این پتروشیمی انجام شد. با شروع جنگ شهرک خالی و منازل در اختیار جنگ زده های بخش آبادان و خرمشهر قرار گرفت که پس از جنگ مجددا جهت پرسنل پتروشیمی تخلیه شد و در اختیار کارمندان تمامی شرکت های پتروشیمی منطقه ماهشهر قرار گرفت و توسعه یافت . (بر اساس اسناد و مدارک تاریخی موجود ، منابع محلی و مدیریت شهرک) 

## ورزش
باشگاه بسکتبال پتروشیمی بندر امام خمینی
دومین باشگاه پر افتخار ایران ، باشگاه بسکتبال پتروشیمی بندر امام است . در سال ۱۳۹۱ ، با هدایت مهران حاتمی و با شکست مهرام در فینال لیگ برتر بسکتبال قهرمان ایران شد . در سال ۱۳۹۲ باز هم قهرمان ایران و در سال های ۱۳۹۴ و سال ۱۳۹۵ ، ۲ سال پشت سرهم در فینال ، باشگاه پالایش نفت آبادان را شکست داد و قهرمان شد و در ۲۰۱۸ در باشگاه های غرب آسیا و آسیا قهرمان شد .

سالن ورزشی اندیشه 
بزرگترین سالن بسکتبال ایران با گنجایش ۳۵۰۰ تماشاچی و 
و میزبان ۸ دوره از فینال لیگ برتر بسکتبال ایران و میزبان جام باشگاه های بسکتبال غرب اسیا ۲۰۰۸ بعد از سالن آزادی دومین سالن بسکتبال مهم ایران است .

باشگاه تنیس روی میز پتروشیمی بندر امام 
با ۱۳ قهرمانی در لیگ برتر تنیس روی میز ایران ، پر افتخار ترین باشگاه تنیس روی میز ایران ‌است .

باشگاه بسکتبال پترو نوین ماهشهر 
تنها تیم نماینده ماهشهر در لیگ برتر بسکتبال ایران است .

## امکانات شهرک
شهرک بعثت دارای امکانات ورزشی ،تفریحی، فرهنگی و خدماتی زیر است: 
مجموعه تفریحی ، ورزشی ، هنری اندیشه که شامل: زمینهای فوتبال،فوتسال، بدمینتون، بسکتبال، والیبال، بدنسازی و ... ، رستوران، کلاسهای آموزشی، استخر، آمفی تئاتر و سینما می باشد
فرهنگسرای باقرالعلوم
چندین فرهنگسرای شرکتهای پتروشیمی
بازارچه های کیمیا ، بهار و بعثت و فروشگاه بزرگ قائم
مدارس ، دبیرستان ها و پیش دبستانی های متعدد( از جمله : 
دبستان های عاطفه ، شهدای بسیج ، یاسین ، خدیجه کبری ، گل یاس ، نیایش و دبیرستانهای رضوان ، شمس تبریزی ، شهید فکوری و صیاد شیرازی 
رستوران قائم
اکو پارک سپهر
بیمارستان صنایع پتروشیمی ماهشهر (متعلق به بهداشت و درمان صنعت نفت ماهشهر)
پلی کلینیک نفت شهید دکتر چمران (متعلق به بهداشت و درمان صنعت نفت ماهشهر)
مراکز و زمین های ورزشی
تاکسی های تلفنی
خدمات حراستی و خدماتی شرکت عملیات غیرصنعتی و خدمات صنایع پتروشیمی ماهشهر
چندین هتل و مهمانسرا
۳ مسجد
پارک ها و بوستان های محلی
خدمات سرویس حمل و نقل عملیات غیرصنعتی پتروشیمی به شهر چمران ، ماهشهر ، سربندر ، دانشگاه آزاد ماهشهر ، درمانگاه نفت شهید بهشتی ماهشهر و ایستگاه راه آهن ماهشهر
و خدمات رفاهی و خدماتی دیگر
(بر اساس جمع آوری اطلاعات از منابع محلی و مدیریت شهرک) 

## اطلاعات بخش های شهرک
بعثت جدید :مجتمع های مسکونی بهار ، محتشم کاشانی ، سعدی ، حافظ ، رودکی
بعثت قدیم : مجتمع های مسکونی گلستان ، بوستان
مجتمع خلیج فارس (هزار واحدی) : مجتمع های مسکونی تلاش ، ستایش ، آفرینش ، دانش
قائم : مجتمع های مسکونی ولایت ، قائم ، لاله ، قدر
مجموعه مسکونی سلامت (۲۱۰ واحدی) (متعلق به بهداشت و درمان صنعت نفت ماهشهر)
مجموعه های مسکونی نوساز در شمال غربی شهرک و در جوار رودخانه جراحی
(بر اساس منابع محلی و اسناد و نقشه های شهرک)